# Embuscade de Yogofongo
Troisième guerre civile centrafricaine
L’embuscade de Yogofongo (village, situé à 20 kilomètres de Bangassou, à l’est de la Centrafrique) est une attaque survenue le 8 mai 2017 en République centreafricaine (RCA) contre un convoi logistique cambodgien accompagné par des casques bleus marocains de la Mission multidimensionnelle intégrée des Nations unies pour la stabilisation en Centrafrique (MINUSCA).
Les soldats marocains escortant un convoi cambodgien durant la nuit ont subi une attaque des miliciens Anti-Balaka ; ils ont riposté et réussi à protéger le convoi cambodgien. 